# 纸杻车辆基地
纸杻车辆基地（：／ Jichuk Charyang Saeopso */?）是首尔交通公社位于京畿道高阳市德阳区的一座地鐵車輛基地，在首都圈电铁3号线附近。这个车辆段主要用于首都圈电铁3号线的3000系VVVF、3000系斩波控制和韩国铁道公社3000系列车的修理维护和停放，另外也承担首都圈电铁4号线的4000系的综合大修工作。